# Lac Spotted Fawn
 (octobre 2016).
Le lac Spotted Fawn (en anglais : Spotted Fawn Lake) est un lac américain dans le comté de Tuolumne, en Californie. Il est situé à 2 235 mètres d'altitude au sein de la Yosemite Wilderness, dans le parc national de Yosemite.